# (100265) 1994 TH14
(100265) 1994 TH14 es un asteroide perteneciente al cinturón de asteroides, descubierto el 12 de octubre de 1994 por el equipo del Spacewatch desde el Observatorio Nacional de Kitt Peak, Arizona, Estados Unidos.

## Designación y nombre
Designado provisionalmente como 1994 TH14.

## Características orbitales
1994 TH14 está situado a una distancia media del Sol de 3,094 ua, pudiendo alejarse hasta 3,666 ua y acercarse hasta 2,521 ua. Su excentricidad es 0,184 y la inclinación orbital 1,718 grados. Emplea 1987 días en completar una órbita alrededor del Sol.

## Características físicas
La magnitud absoluta de 1994 TH14 es 15,2. Tiene 6,228 km de diámetro y su albedo se estima en 0,042.